# Annika Bruhn
Annika Bruhn, född 5 oktober 1992, är en tysk simmare. 

## Karriär
Bruhn tävlade för Tyskland vid olympiska sommarspelen 2012 i London, där hon var en del av Tysklands lag på 4 x 200 meter frisim.
Vid olympiska sommarspelen 2016 i Rio de Janeiro tävlade Bruhn i tre grenar (200 meter frisim, 4 x 200 meter frisim och 4 x 100 meter medley).